# Spike Cohen
Jeremy Cohen, més conegut com a Spike Cohen   (Baltimore, 1982), és un activista, emprenedor i creador de podcasts estatunidenc. És el nominat a la vicepresidència del Partit Llibertari a les eleccions presidencials dels Estats Units de 2020.
Va néixer a Baltimore (Maryland), de pare jueu, i va ser criat com a jueu messiànic i va fer el Benei mitsvà. Als 16 anys va començar a aprendre disseny web i va crear-ne un negoci. El 2016, als 33 anys, va ser diagnosticat amb esclerosi múltiple i va vendre el seu negoci de disseny web per dedicar-se a l'activisme llibertari.

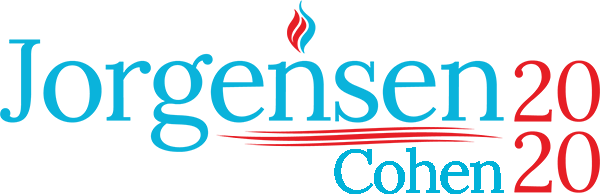
Logotip de la candidatura Jorgensen/Cohen de 2020.

Cohen es va presentar com a company de candidatura de Vermin Supreme a les primàries del Partit Llibertari de 2020 i es va involucrar activament en la campanya. El 23 de maig de 2020, Supreme va perdre la nominació presidencial del Partit Llibertari contra Jorgensen però Cohen va mantenir la seva candidatura vicepresidencial. Jorgensen va mostrar preferència per John Monds sobre Cohen i Ken Armstrong com a candidat vicepresidencial, però Cohen va derrotar Monds amb 555 delegats contra els 472 de Monds. Com a candidat a la vicepresidència del Partit Llibertari, Cohen va esdevenir-ne el primer candidat jueu després de Joe Lieberman el 2000.
Cohen afirma que el seu programa amb Jorgensen es basa en el programa del Partit Llibertari. El programa inclou la reducció del deute nacional reduint el govern, la reforma extensiva de la justícia penal i l'alliberament immediat dels empresonats per delictes sense víctimes, la desmilitarització de la policia i la creació de programes de retre comptes de la policia.